# 부민동
부민동(富民洞)은 부산광역시 서구의 행정동이다. 법정동으로 부민동1·2·3가, 부용동1·2가를 관할한다.

## 역사
- 조선 시대 : 동래군 사하면 부민리
- 1959년 : 부산시 사하출장소 부민동
- 1962년 : 부민동 일부가 부용동으로 분동
- 1998년 : 부용동과 부민동을 부민동으로 통폐합

## 법정동
- 부민동1~3가
- 부용동(芙蓉洞)1~2가

## 교육
- 동아대학교(부민캠퍼스)
- 부민초등학교